# Matteo Cressoni
Matteo Cressoni, né le 28 octobre 1984 à Volta Mantovana, est un pilote automobile italien. Il a participé durant sa carrière aux 24 Heures du Mans en 2015 ainsi qu'au championnat du monde FIA GT1.

## Biographie
Après plusieurs années en karting, il pilote en Formule Renault 2.0 Italie en 2001 et 2002. Il participe au championnat d'Italie de Formule 3 en 2003 et 2004 et est sacré champion lors de sa seconde année. 
Il s'engage ensuite durant de nombreuses saisons en International GT Open. Sa carrière s'oriente ensuite vers l'endurance automobile, avec des engagements en Le Mans Series.
Il prend part à la saison 2012 du championnat du monde FIA GT1, mais ne participe qu'à dix des dix-huit courses et ne termine qu'une fois dans les points.
Lors des 6 Heures de São Paulo 2014, il est impliqué dans un violent accident subit par Mark Webber, conduisant ce dernier à l'hôpital,.
Il connaît sa seule participation aux 24 Heures du Mans lors de l'édition 2015. Au volant d'une Ferrari 458 Italia GTC de l’équipe AF Corse, il se classe 31e et cinquième de la catégorie GTE Am après 326 tours.
On le retrouve en Blancpain Endurance Series lors des saisons 2017 et 2018.
Aux côtés de Piergiuseppe Perazzini, il défend les couleurs italiennes lors de la première Coupe des Nations FIA GT.

## Palmarès
- Formule 3 Italie : Champion 2004.

## Résultats en compétition automobile

### Résultats aux 24 Heures du Mans
| Année | Équipe            | Équipiers                                 | Voiture                | Classe   | Tours | Pos. | Class Pos. |
| ----- | ----------------- | ----------------------------------------- | ---------------------- | -------- | ----- | ---- | ---------- |
| 2015  | AF Corse          | Peter Ashley Mann Raffaele Giammaria (en) | Ferrari 458 Italia GTC | GTE Am   | 326   | 31e  | 5e         |
| 2019  | Clearwater Racing | Matthew Griffin Luis Perez Companc        | Ferrari 488 GTE        | LMGTE Am | 331   | 37e  | 7e         |
| 2020  | Iron Lynx         | Rino Mastronardi Andrea Piccini           | Ferrari 488 GTE Evo    | LMGTE Am | 211   | Abd. | Abd.       |